# Kubuś Puchatek (film 1969)

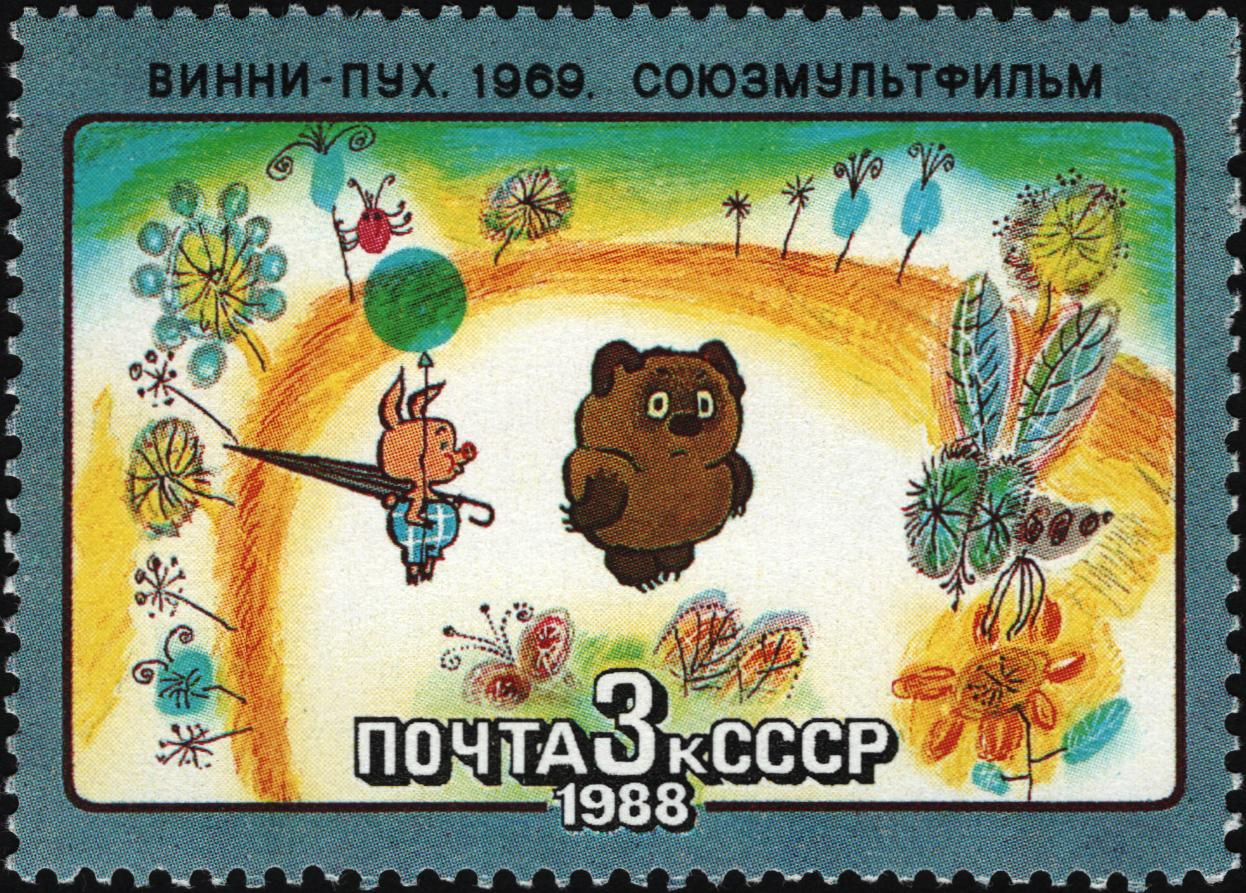
Radziecki znaczek pocztowy z 1988 roku, którego tematem jest kreskówka Kubuś Puchatek (1969)

Kubuś Puchatek / Miś Puszatek / Kubuś Puchatek i pszczoły (ros. Винни-Пух, Winni-Puch) – radziecki film animowany z 1969 roku w reżyserii Fiodora Chitruka. Adaptacja książki A.A. Milne’a o tym samym tytule. Film Kubuś Puchatek i pszczoły jest pierwszym filmem z serii o Misiu Puszatku. Oprócz niego reżyser nakręcił dwa krótkometrażowe filmy animowane pt. Kubuś Puchatek idzie w gości (1971) oraz Kubuś Puchatek i jego troski (1972).

## Fabuła
Kubuś Puchatek i pszczoły:
Pewnego razu Puchatek spragniony słodyczy wędruje po lesie i układa rymowanki. Po chwili znajduje wielkie drzewo z ulem pszczół oraz z miodem. Z pomocą balonika Prosiaczka misiowi udaje się dotrzeć do gniazda pszczół. Jednak właścicielki ula bronią swojego terytorium, a niedźwiadek rezygnuje z dalszej próby zdobycia słodkiego miodu. Wierny przyjaciel Prosiaczek towarzyszy Puchatkowi w dalszej przygodzie.

## Obsada (głosy)
- Jewgienij Leonow jako Kubuś Puchatek
- Ija Sawwina jako Prosiaczek
- Władimir Osieniew jako narrator

## Animatorzy
Giennadij Sokolski, Wioletta Kolesnikowa, Natalija Bogomołowa, Marija Motruk

## Wersja polska
Wersja wydana na DVD w serii: Bajki rosyjskie – kolekcja: Miś Puszatek. Zawiera wszystkie trzy filmy z serii. Dystrybucja: SDT Film.

## Nagrody
- 1976: Nagroda Państwowa ZSRR dla Fiodora Chitruka za serię filmów animowanych o Kubusiu Puchatku (1968, 1971, 1972)
- 2019: Grand Prix sekcji dziecięcej „Mały Sputnik” na 13. Festiwalu Filmów Rosyjskich „Sputnik nad Polską”

## Upamiętnienie

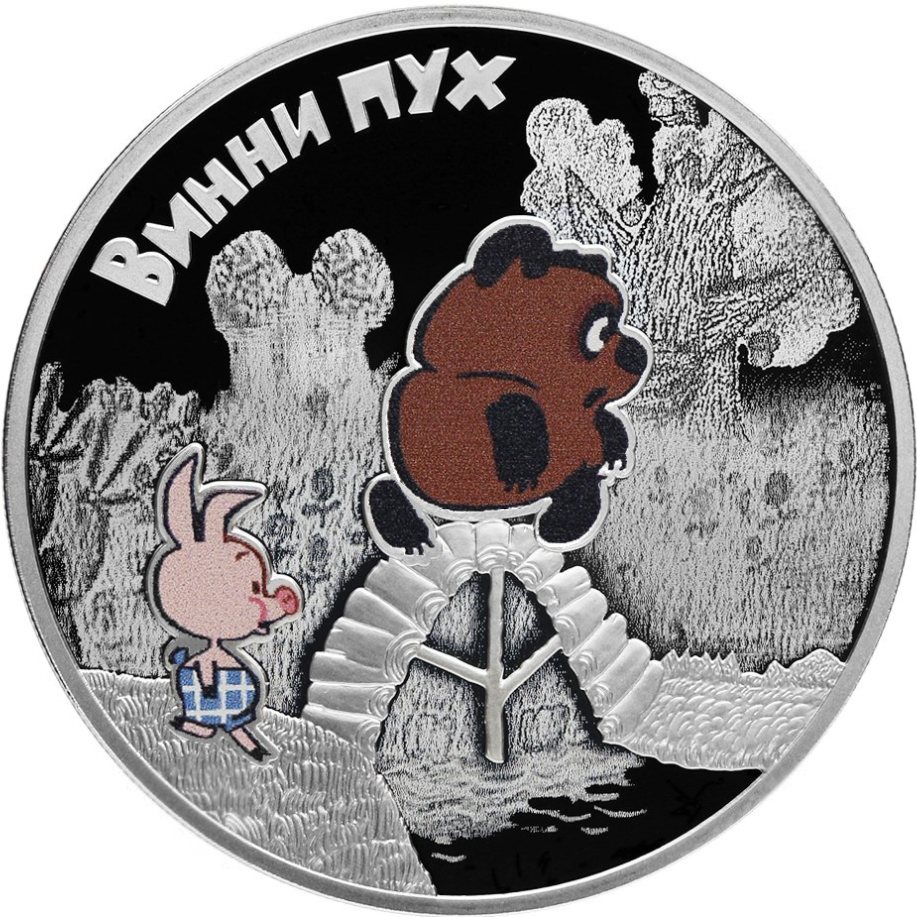
Moneta okolicznościowa z 2017.

- W 2017 roku Bank Rosji wyemitował dwa rodzaje monet okolicznościowych - w zwykłej wersji o wartości nominalnej 25 rubli oraz w specjalnej wersji wykonanej ze srebra o wartości nominalnej 3 rubli[5][6][7].
- Kadry z kreskówki były przedstawiane na znaczkach pocztowych ZSRR w 1988 oraz w Rosji w 2012.